# Рулет (Пенсилванија)
Рулет (енгл. Roulette) насељено је место без административног статуса у америчкој савезној држави Пенсилванија.

## Демографија
По попису из 2010. године број становника је 779.
| Група             | 2000.    | 2010.       |
| Белци             | 0 (0,0%) | 760 (97,6%) |
| Афроамериканци    | 0 (0,0%) | 3 (0,4%)    |
| Азијати           | 0 (0,0%) | 0 (0,0%)    |
| Хиспаноамериканци | 0 (0,0%) | 16 (2,1%)   |
| Укупно            | 0        | 779         |